# Снеткова-Вечеслова, Евгения Петровна
Евгения Петровна Снеткова-Вечеслова (1882—1961) — советская артистка балета и педагог.

## Биография
Родилась 22 июня (4 июля по новому стилю) 1882 года в Петербурге.
Окончила Петербургское театральное училище, где её педагогом был Энрико Чекетти. С 1900 по 1922 годы работала в Мариинском театре: как в кордебалете, так и исполняла исполняла сольные партии.
Будучи артисткой театра, начала в 1917 году преподавать в Петрограде классический танец в частных студиях и в Школе русского балета А. Л. Волынского. С 1920 по 1951 год работала педагогом младших классов Ленинградского хореографического училища. Внесла большой вклад в дело подготовки кадров артистов для многих республик СССР. В числе её учеников — Н. М. Дудинская, Г. Т. Комлева, А. Е. Осипенко, С. Г. Корень, К. М. Сергеев и другие.
Умерла 16 ноября 1961 года в Ленинграде. Похоронена на Большеохтинском кладбище.
Изображена на одной из литографий 1904 года Николая Густавовича Легата (1869—1937) и Сергея Густавовича Легата (1875—1905).

### Семья
Евгения Петровна была замужем за военным — подполковником Михаилом Михайловичем Вечесловым, выпускником Пажеского корпуса, потомственным дворянином, принадлежавшим к нетитулованному, но очень старому, от времён Иоанна Грозного, дворянскому роду. Их вторая дочь — Татьяна стала известной балериной Ленинградского театра оперы и балета им. Кирова. Первая дочь — Евгения,родилась в 1905 году,была по профессии 
агрономом.
Является бабушкой Андрея Кузнецова-Вечеслова — советского и российского балетмейстера, актёра, режиссёра.